# Patrick Wachel
Patrick Wachel, né à Bruxelles, le 10 novembre 1953, est un joueur de football belge devenu entraîneur, détenteur de la Pro-Licence.

## Biographie
- Joueur à Wavre Sport (Promotion), Bas-Oha (Promotion), Diegem (D3), RC Malines (D2)

- Entraîneur à Schriek (1re Prov), Saint-Trond (Assistant Albert Bers, D2), SK Halle (Promotion), Fédération Belge de Football (Équipes Nationales U14-U15-U16-U17), La Louvière (Assistant Ariel Jacobs, D1), AFC Tubize (D2), RWDM (Assistant Albert Cartier, D1), SOA (Abidjan, Côte d'Ivoire, Ligue 1), Standard de Liège, RSC Anderlecht

- Directeur technique au RWDM (D2)

## Palmarès

### Football masculin
- Vainqueur de la Coupe de Belgique avec La Louvière (1) : 2003

#### Bilan
- 1 titre

### Football féminin
Avec le Standard de Liège
- Champion de Belgique (4) : 2012, 2013, 2014, 2015
- Vainqueur de la Vainqueur de la Coupe de Belgique (2) : 2012, 2014
- Vainqueur de la Super Coupe de Belgique (1) : 2012
- Vainqueur de la BeNe SuperCup (1): 2012
- Doublé Championnat de Belgique-Coupe de Belgique (1) : 2014
- Quadruplé Championnat de Belgique-Coupe de Belgique-Super Coupe de Belgique-BeNe SuperCup (1) : 2012
- Vice-champion de Belgique et des Pays-Bas (2) : 2013 - 2014
- Champion de Belgique et des Pays-Bas (1): 2015

Avec le RSC Anderlecht
- Vice Champion de Belgique: 2017
- Champion de Belgique (4) : 2018 - 2019 - 2020 - 2021

#### Bilan
- 19 titres